# Liste der Wappen im Landkreis Esslingen
Diese Liste beinhaltet alle in der Wikipedia gelisteten Wappen des Landkreises Esslingen in Baden-Württemberg, inklusive historischer Wappen. Fast alle Städte, Gemeinden und Kreise in Baden-Württemberg führen ein Wappen. Sie sind über die Navigationsleiste am Ende der Seite erreichbar.

## Landkreis Esslingen

Wappen des Landkreises Esslingen[1]
Der Landkreis Esslingen in Baden-Württemberg
Wappen des Landkreises Esslingen bis 1975

## Städtewappen im Landkreis Esslingen

Aichtal[2]
Esslingen am Neckar[3]
Filderstadt[4]
Kirchheim unter Teck[5]
Leinfelden-Echterdingen[6]
Neuffen[7]
Nürtingen[8]
Ostfildern[9]
Owen[10]
Plochingen[11]
Weilheim an der Teck[12]
Wendlingen am Neckar[13]
Wernau (Neckar)[14]

## Gemeindewappen im Landkreis Esslingen

Aichwald[15]
Altbach[16]
Altdorf[17]
Altenriet[18]
Baltmannsweiler[19]
Bempflingen[20]
Beuren[21]
Bissingen an der Teck[22]
Deizisau[23]
Denkendorf[24]
Dettingen unter Teck[25]
Erkenbrechtsweiler[26]
Frickenhausen[27]
Großbettlingen[28]
Hochdorf[29]
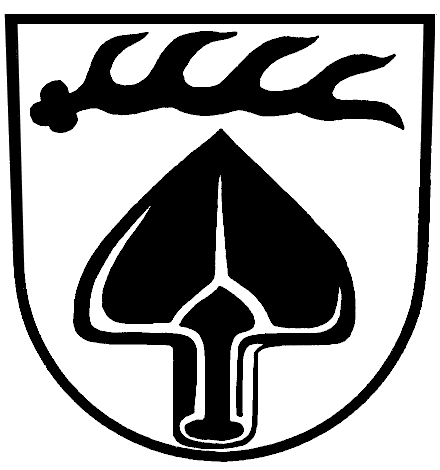
Holzmaden
Kohlberg[31]
Köngen[32]
Lenningen[33]
Lichtenwald[34]
Neckartailfingen[35]
Neckartenzlingen[36]
Neidlingen[37]
Neuhausen auf den Fildern[38]
Notzingen[39]
Oberboihingen[40]
Ohmden[41]
Reichenbach an der Fils[42]
Schlaitdorf[43]
Unterensingen[44]
Wolfschlugen[45]

## Ehemalige Gemeindewappen im Landkreis Esslingen

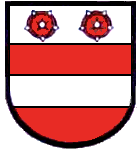
Aich
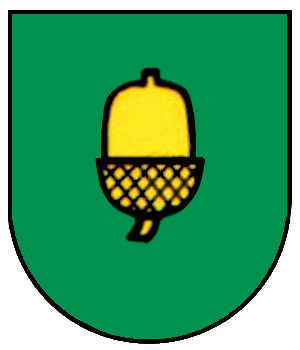
Aichelberg
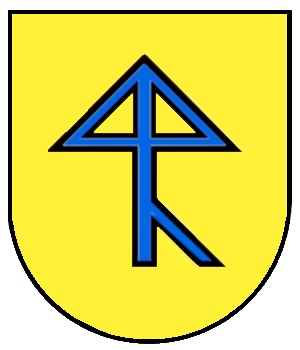
Aichschieß
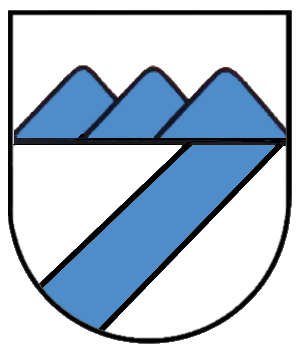
Baltmannsweiler, alt
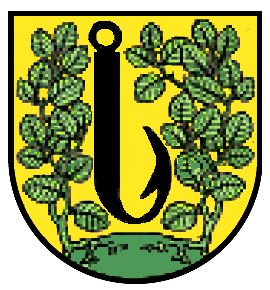
Balzholz
Berkheim[51]
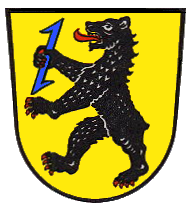
Bernhausen
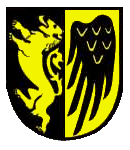
Bonlanden auf den Fildern
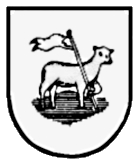
Brucken[54](Siegelbild, kein Wappen)
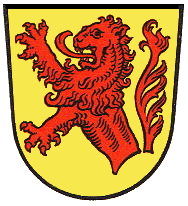
Echterdingen
Grötzingen[56]
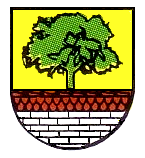
Gutenberg
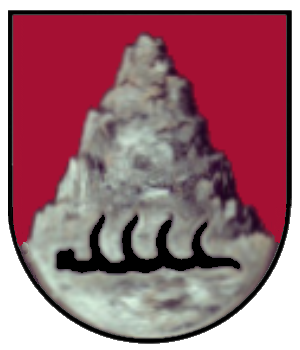
Hardt
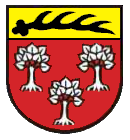
Harthausen
Hegenlohe[60]
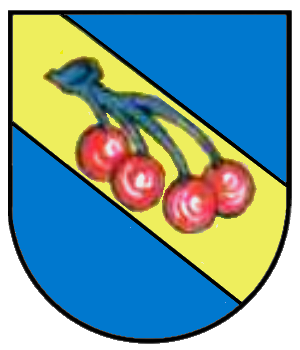
Hepsisau
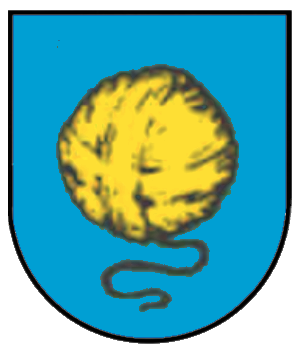
Hohengehren
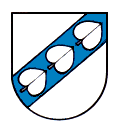
Jesingen
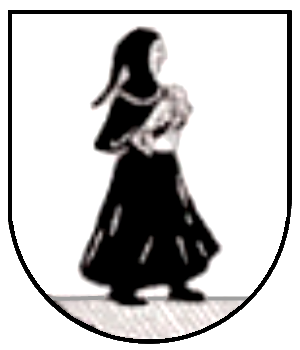
Kappishäusern
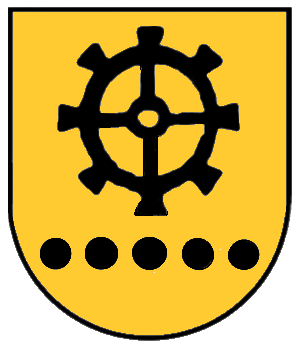
Kemnat
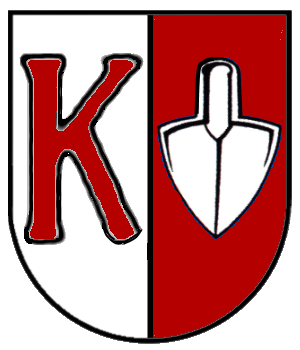
Kleinbettlingen
Leinfelden[67]
Lindorf[68]
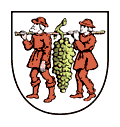
Linsenhofen
Musberg[70]
Nabern[71]
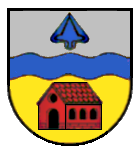
Neckarhausen
Nellingen auf den Fildern[73]
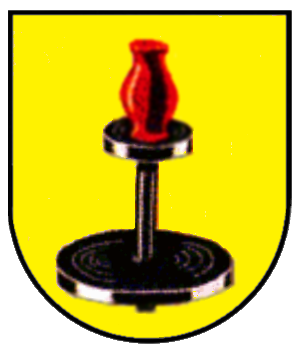
Neuenhaus
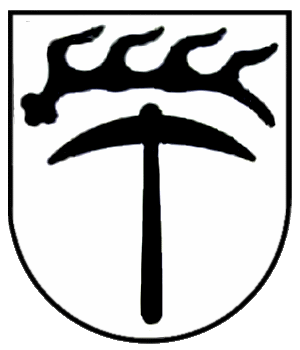
Oberensingen[75] (Siegelbild, kein Wappen)
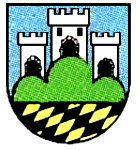
Oberlenningen
Ochsenwang[77]
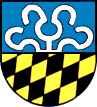
Ötlingen
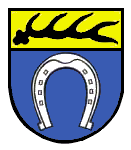
Plattenhardt
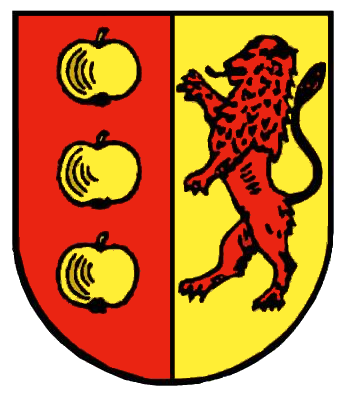
Raidwangen
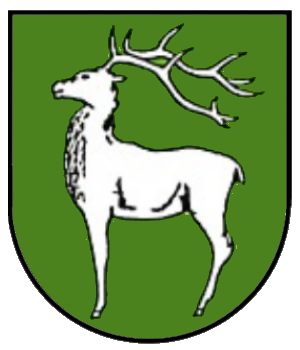
Reudern
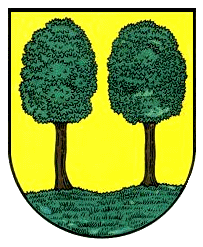
Ruit auf den Fildern
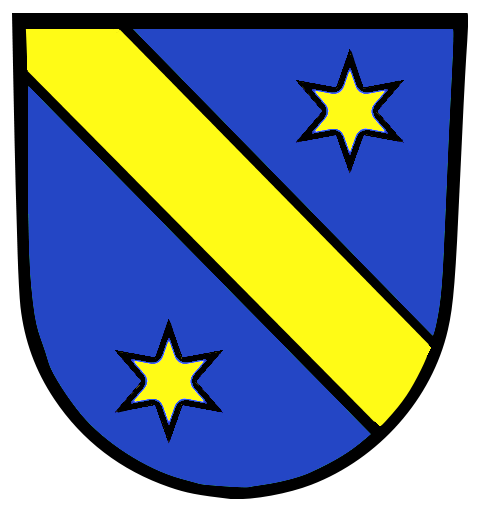
Schanbach
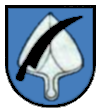
Scharnhausen
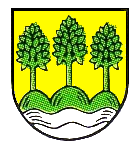
Schlattstall
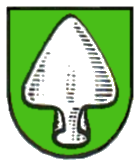
Schopfloch
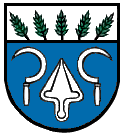
Sielmingen
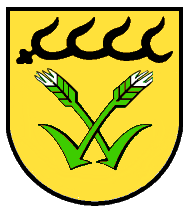
Stetten auf den Fildern
Thomashardt[89]
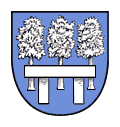
Tischardt
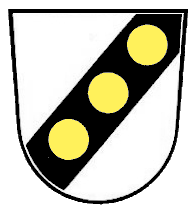
Unterboihingen
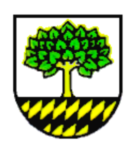
Unterlenningen
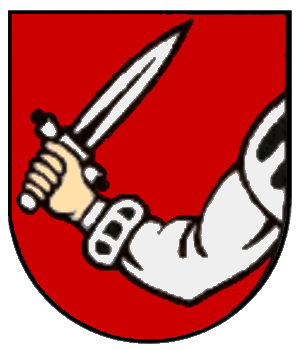
Zell am Neckar
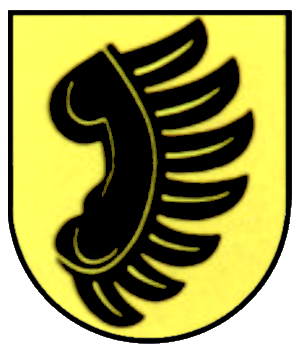
Zizishausen

## Blasonierungen
1. ↑  Landkreis Esslingen: In Gold (Gelb) über von Schwarz und Gold (Gelb) gerautetem (gewecktem) Schildfuß ein rot bewehrter und rot bezungter schwarzer Adler, belegt mit einem goldenen (gelben) Hifthorn an goldener (gelber) Fessel.
2. ↑  Aichtal: Unter goldenem Schildhaupt, darin eine schwarze Hirschstange, fünfmal von Grün und Gold geteilt.
3. ↑  Esslingen am Neckar: In Gold ein rotbewehrter schwarzer Adler mit einem von Grün und Rot gespaltenen Brustschild, darin die schwarzen Großbuchstaben C und E.
4. ↑  Filderstadt: Von Gold und Grün fünfmal geteilt.
5. ↑  Kirchheim unter Teck: Unter goldenem Schildhaupt, darin eine schwarze Hirschstange, in Blau ein mit Kesselrinken besetztes silbernes Kreuz (Kirchenspange).
6. ↑  Leinfelden-Echterdingen: In goldenem Schild ein blauer Ring, darin eine blaue Leiste, von der oben ein blauer Stab ausgeht (Sester).
7. ↑  Neuffen: In Gold übereinander drei mit dem Mundstück nach links gekehrte schwarze Hifthörner mit goldenen Beschlägen und schwarzen Fesseln.
8. ↑  Nürtingen: In Gold unter einer liegenden schwarzen Hirschstange ein mit dem Mundstück nach links weisendes rotes Hifthorn mit schwarzer Fessel, darunter eine blaue Raute.
9. ↑  Ostfildern: In von Silber und Rot geviertem Schild ein vierspeichiges, achtschaufliges, in den silbernen Feldern grün und in den roten Feldern golden tingiertes Mühlrad.
10. ↑  Owen: In Silber der schwarze Großbuchstabe O.
11. ↑  Plochingen: Von Blau und Gold fünfmal schräglinks geteilt.
12. ↑  Weilheim an der Teck: Unter goldenem Schildhaupt, darin eine schwarze Hirschstange, in Silber ein aufrechter blauer Schlüssel (Bart oben rechts).
13. ↑  Wendlingen am Neckar: In geteiltem Schild oben in Blau eine goldene Winde, unten in Silber ein schwarzer Schräglinksbalken, belegt mit drei goldenen Kugeln.
14. ↑  Wernau (Neckar): In Silber ein schwarzer Schrägbalken, belegt mit drei goldenen Kugeln.
15. ↑  Aichwald: In Blau ein goldener Schrägbalken, darüber eine steigende goldene Eichel, darunter das goldene Fleckenzeichen von Aichschieß (stilisierte Armbrust).
16. ↑  Altbach: In Rot ein aufwärts gebogener silberner Schrägbalken.
17. ↑  Altdorf: Unter goldenem Schildhaupt, darin eine schwarze Hirschstange, in Blau eine schräg gestürzte silberne Pflugschar.
18. ↑  Altenriet: Unter blauem Schildhaupt, darin zwei gestürzte goldene Brezeln, in Gold ein aufspringender, rotbezungter schwarzer Bracke (Jagdhund).
19. ↑  Baltmannsweiler: Unter silbernem Schildhaupt, darin drei gestaffelt durchgehende blaue Berge, in Gold eine blaue Scheibe, belegt mit einem silbernen Leistenkreuz, unten anhängend ein blauer Haken.
20. ↑  Bempflingen: Unter einem doppelreihig silber(weiß)-schwarz geschachten Schildhaupt in Blau ein silberner Schrägbalken, belegt mit drei roten Pfeilspitzen.
21. ↑  Beuren: In Gold ein schwarzer Bockskopf.
22. ↑  Bissingen an der Teck: In Rot auf grünem Berg eine eintürmige silberne Burg.
23. ↑  Deizisau: In gespaltenem Schild vorn in Gold eine dreilatzige rote Fahne, hinten in Rot ein goldener Entenfuß.
24. ↑  Denkendorf: In Blau ein goldenes Patriarchen-Hochkreuz zwischen den beiden goldenen Großbuchstaben D.
25. ↑  Dettingen unter Teck: Unter goldenem Schildhaupt, darin eine schwarze Hirschstange, in Blau der goldene lateinische Großbuchstabe D.
26. ↑  Erkenbrechtsweiler: In Gold, über grünem, felsgekröntem Berg die aufgehende, rote Sonne, in goldenem Schildfuß eine schwarze, liegende Hirschstange.
27. ↑  Frickenhausen: In Silber ein schwarzes Fleckenzeichen in Form eines Hakens, der oben in ein vierspeichiges Rädchen ausläuft.
28. ↑  Großbettlingen: In Silber auf grünem Schildfuß eine große zwischen zwei kleinen grünen Linden.
29. ↑  Hochdorf: In Silber auf grünem Dreiberg drei grüne Linden.
30. ↑  Holzmaden: In Silber unter einer liegenden schwarzen Hirschstange eine gestürzte schwarze Pflugschar.
31. ↑  Kohlberg: In geteiltem Schild oben in Blau zwei silberne Lilien nebeneinander, unten in Silber ein blauer Rebzweig mit blauer Traube und zwei blauen Blättern.
32. ↑  Köngen: In Blau eine silberne Glocke.
33. ↑  Lenningen: In Blau über von Schwarz und Gold schräg gerautetem Schildfuß ein in Form einer Acht geschlungener silberner Lindenzweig, von dem beiderseits je drei silberne Blätter ausgehen.
34. ↑  Lichtenwald: In Gold über einem grünen Dreiberg eine nach unten gerichtete rote Buchel mit grünem Stielansatz und nach oben weisendem grünem Blatt, am Stiel schräg gekreuzt mit einer nach unten gerichteten roten Eichel mit grünem Hütchen und nach oben weisendem grünem Blatt.
35. ↑  Neckartailfingen: In Rot ein goldener Doppelhaken (umgekehrtes Z mit spitzen Enden und leicht schrägliegendem Schaft).
36. ↑  Neckartenzlingen: In blauem Schild ein liegender goldener Doppelhaken (Wolfsangel).
37. ↑  Neidlingen: In geteiltem Schild oben in Silber ein grüner Eichenzweig, unten in Grün ein silbernes N.
38. ↑  Neuhausen auf den Fildern: In Silber ein roter Löwe, zwischen den Vorder- und Hinterpranken einen schrägen grünen Ast haltend.
39. ↑  Notzingen: Unter goldenem, mit einer liegenden schwarzen Hirschstange belegtem Schildhaupt in Blau eine nach oben geöffnete goldene Hafte, darunter die goldenen lateinischen Großbuchstaben NO.
40. ↑  Oberboihingen: In Silber unter einer liegenden schwarzen Hirschstange ein schwarzer Doppelhaken (Wolfsangel).
41. ↑  Ohmden: In Gold über einem sechsstrahligen schwarzen Stern ein schwarzes Hufeisen.
42. ↑  Reichenbach an der Fils: Unter goldenem Schildhaupt, darin eine schwarze Hirschstange, in Rot eine silberne Pflugschar.
43. ↑  Schlaitdorf: Unter goldenem Schildhaupt, darin eine schwarze Hirschstange, in Silber ein rotes Herz.
44. ↑  Unterensingen: Unter goldenem Schildhaupt, darin eine liegende schwarze Hirschstange, in Blau ein vierspeichiges goldenes Mühlrad mit acht krückenförmigen Schaufeln.
45. ↑  Wolfschlugen: In Gold ein schwarzer Doppelhaken (Wolfsangel) in Form eines leicht schrägliegenden Großbuchstabens Z.
46. ↑  Aich: In von Silber und Rot dreimal geteiltem Schild oben zwei golden besamte rote Rosen.
47. ↑  Aichelberg: In Grün eine aufrechte goldene Eichel.
48. ↑  Aichschieß: In Gold das blaue Fleckenzeichen in Form einer stilisierten Armbrust.
49. ↑  Baltmannsweiler alt: Unter silbernem Schildhaupt, darin drei gestaffelt durchgehende blaue Berge, in Silber ein blauer Schräglinksbalken.
50. ↑  Balzholz: Auf goldenem Schild über grünem Boden einen aufgerichteten schwarzen Angelhaken zwischen grünen Buchenstauden.
51. ↑  Berkheim: In Rot ein goldenes Patriarchenkreuz mit halbem unterem Querbalken (links).
52. ↑  Bernhausen: In Gold ein schreitender, rot bewehrter schwarzer Bär, der in der rechten Vordertatze einen schrägen blauen Doppelhaken hält.
53. ↑  Bonlanden auf den Fildern: In gespaltenem Schild vorne in Schwarz ein aufgerichteter goldener Löwe, hinten in Gold ein schwarzer Flügel.
54. ↑  Brucken: Ein linkshin schreitendes Gotteslamm mit Fahne.
55. ↑  Echterdingen: In Gold ein halber roter Löwe mit einem abgesetzten roten Schwanz.
56. ↑  Grötzingen: Unter goldenem Schildhaupt, darin eine liegende schwarze Hirschstange, fünfmal geteilt von Grün und Gold.
57. ↑  Gutenberg: Aus silberner, mit roten Dachziegeln gedeckter Mauer wachsend in Gold eine grüne Linde.
58. ↑  Hardt: In Rot eine steile silberne Bergspitze, unten belegt mit einer liegenden schwarzen Hirschstange.
59. ↑  Harthausen: Unter goldenem mit einer liegenden vierendigen Hirschstange belegten Schildhaupt in Rot drei (2:1) bewurzelte silberne Linden.
60. ↑  Hegenlohe: In Gold auf grünem Dreiberg eine grüne Buche.
61. ↑  Hepsisau: In Blau ein goldener Schrägrechtsbalken, belegt mit einem natürlichen Kirschenzweig.
62. ↑  Hohengehren: In Blau ein goldener Garnknäuel mit abhängendem Fadenende.
63. ↑  Jesingen: In Silber ein blauer Schräglinksbalken, belegt mit drei silbernen Lindenblättern.
64. ↑  Kappishäusern: In Silber auf grünem Boden ein linkshin schreitender, schwarz gekleideter Kappenherr (Mönch), ein Buch in den Händen haltend.
65. ↑  Kemnat: In Gold ein vierspeichiges, achtschaufliges schwarzes Mühlrad, darunter fünf schwarze Kugeln nebeneinander.
66. ↑  Kleinbettlingen: In gespaltenem Schild vorn in Silber ein rotes K, hinten in Rot ein silbernes Pflugmesser.
67. ↑  Leinfelden: In Gold ein blaues Hufeisen mit goldenen Nägeln.
68. ↑  Lindorf hatte kein Wappen
69. ↑  Linsenhofen: In Silber zwei schreitende rotgekleidete Männer, die an einer geschulterten roten Stange eine grüne Traube tragen.
70. ↑  Musberg: In Gold drei triangelförmig ineinander verschlungene rote Fische.
71. ↑  Nabern: Auf zweimal in Silber und Grün quergeteiltem Schild im Schildhaupt ein schwarzes Hirschhorn, im grünen Feld die Initialen NA und im unteren Feld ein zweiblättriger Eichenzweig mit Früchten.
72. ↑  Neckarhausen: In durch einen blauen Wellenbalken geteiltem Schild oben in Silber eine gestürzte blaue Pflugschar, unten in Gold ein rotes Haus.
73. ↑  Nellingen auf den Fildern: Geviert von Silber und Rot.
74. ↑  Neuenhaus: In Gold eine schwarze Töpferscheibe, auf der ein roter Tonkrug steht.
75. ↑  Oberensingen: Unter einer liegenden Hirschstange ein Steinpickel.
76. ↑  Oberlenningen: Über schwarzgold gewecktem Schildfuß in Blau ein grüner Dreiberg, auf dessen Kuppen je eine silberne Burg steht.
77. ↑  Ochsenwang: Über goldenem Schildfuß, darin eine liegende schwarze Hirschstange, auf grünem Boden in Silber ein schreitender roter Ochse.
78. ↑  Ötlingen: In geteiltem Schild oben in Blau ein halbes mit Kesselrinken besetztes silbernes Kreuz an der Teilung, unten von gold und schwarz schrägrechts gerautet.
79. ↑  Plattenhardt: Unter goldenem Schildhaupt, darin eine schwarze Hirschstange, in Blau ein silbernes Hufeisen.
80. ↑  Raidwangen: In gespaltenem Schild vorne in Rot drei goldene Äpfel übereinander, hinten in Gold ein aufgerichteter roter Löwe.
81. ↑  Reudern: In Grün ein stehender silberner Hirsch mit schwarzem Geweih.
82. ↑  Ruit auf den Fildern: In Gold auf grünem Boden zwei grüne Linden.
83. ↑  Schanbach: In Blau ein goldener Schrägbalken, darüber und darunter je ein sechsstrahliger goldener Stern.
84. ↑  Scharnhausen: In Blau eine gestürzte silberne Pflugschar mit schräglinks darübergelegtem schwarzem Pflugmesser.
85. ↑  Schlattstall: In Gold auf grünem Dreiberg, belegt mit einem silbernen Wellenbalken, drei grüne Laubbäume.
86. ↑  Schopfloch: In Grün eine gestürzte silberne Pflugschar.
87. ↑  Sielmingen: Unter silbernem, mit fünf wachsenden grünen Ähren belegten Schildhaupt in Blau eine gestürzte silberne Pflugschar zwischen zwei abgekehrten silbernen Sicheln.
88. ↑  Stetten auf den Fildern: In Gold unter einer liegenden schwarzen Hirschstange zwei gekreuzte grüne Ähren.
89. ↑  Thomashardt: In Silber auf grünem Dreiberg ein natürlicher Eichenstumpf mit Blättern und Eicheln.
90. ↑  Tischardt: In Blau ein silberner Tisch vor drei silbernen Laubbäumen.
91. ↑  Unterboihingen: In Silber ein schwarzer Schräglinksbalken, belegt mit drei goldenen Kugeln.
92. ↑  Unterlenningen: In Silber auf erhöhtem schwarz-golden gewecktem Schildfuß eine grüne Linde.
93. ↑  Zell am Neckar: In Rot ein aus dem linken Schildrand hervorbrechender bekleideter silberner Arm, dessen naturfarbene Hand ein schräglinks gerichtetes silbernes Schwert hält.
94. ↑  Zizishausen: In Gold ein schwarzer Flügel.

## Weitere Quellen
- Bekanntmachungen von Wappenverleihungen (Gemeinsames Amtsblatt)
- Hans Schwenkel (Hrsg.): Heimatbuch des Kreises Nürtingen. 1950–53
- Webpräsenzen der Städte Filderstadt und Nürtingen sowie der Gemeinden Frickenhausen und Lenningen
- Kemnat – Die Geschichte einer Fildergemeinde in 750 Jahren Selbständigkeit. 1978